# NGC 4517
NGC 4517 في الفهرس العام الجديد، هي مجرة، تقع في كوكبة العذراء. اكتشفت بواسطة ويليام هيرشل.

## روابط خارجية
- NGC 4517 على موقع ويكي سكاي: DSS2, SDSS, GALEX, IRAS, Hydrogen α, X-Ray, Astrophoto, Sky Map, Articles and images